# كيسة بربخية
الكيسة البربخية (بالإنجليزية: Epididymal cyst)‏ هيَ كيسة في البربخ تحتوي على سائل مَصلي، ومن الصعب تمييزها عَن القيلة المنوية، ولكن يمكن التمييز بينها بواسطة الرشف، وذلك لأنَّ القيلة المنوية تحتوي على حيوانات منوية حليبية المَظهر.